# 塞拉伊诺
塞拉伊诺（英語：Celaeno）或刻莱诺是古希腊几个人物的名字。为具有多种形式之艺术形象，其意义历经发展，其中之一被波塞冬所强奸后所生之大女玛亚与宙斯结合，从而具有赫耳墨斯之母以及阿卡斯的继母的双重身份。成为金牛座昴宿星团命名的重要来源。
1. 一个哈耳庇厄。
2. 阿特拉斯和普勒俄涅的七个女儿，昴宿普勒阿得斯七姊妹之一。
3. 达那俄斯的50个女儿—达那伊得斯之一。
4. 亚马逊人，赫拉克勒斯在她进行第九次分娩时杀死了她。
5. 与阿波罗生下特尔菲乌斯。
6. 与波塞冬生下女儿Ergea。